# Parelloop 2010
De Parelloop 2010 vond plaats op zondag 28 maart 2010. Het was de 22e editie van dit evenement. 
De wedstrijd bij de mannen werd gewonnen door de Keniaan Martin Mathati in 27.22. Hij versloeg zijn landgenoot Micah Kogo, de winnaar van 2007 en 2009, waarvan de laatste keer in wereldrecordtijd, met een halve minuut. Bij de vrouwen zegevierde Tabitha Wambui Gichia in 32.57. 
Naast de 10 km kende dit evenement ook een loop over 5 km, een studentenloop (2,5) en twee kinderlopen (500 meter en 1 km).

## Wedstrijd
Mannen
| rang   | naam                   | land | tijd  |
| ------ | ---------------------- | ---- | ----- |
| Goud   | Martin Mathati         | KEN  | 27.22 |
| Zilver | Micah Kogo             | KEN  | 27.52 |
| Brons  | Berhanu Delale         | ETH  | 28.08 |
| 4      | Mike Kigen             | KEN  | 28.09 |
| 5      | Job Tanui              | KEN  | 28.25 |
| 6      | Abraham Rotich         | KEN  | 28.26 |
| 7      | Pius Kirop             | KEN  | 28.52 |
| 8      | Abdi Nageeye           | NED  | 29.14 |
| 9      | Najim El Qady          | MAR  | 29.21 |
| 10     | Saji Abdelkabir        | MAR  | 29.21 |
| 11     | Dennis Licht           | NED  | 29.24 |
| 12     | Patrick Stitzinger     | NED  | 29.26 |
| 13     | Noureddin Htaibi       | MAR  | 29.26 |
| 14     | Mohamed Ali Mohamed    | SOM  | 30.03 |
| 15     | Rachid Ezzouniou       | MAR  | 30.28 |
| 16     | Florent Caelen         | BEL  | 30.28 |
| 17     | Jamal Baligha          | MAR  | 30.50 |
| 18     | Abdelatine Fakhreddine | FRA  | 30.50 |
| 19     | Vladimir Tontchinski   | BLR  | 30.53 |
| 20     | Wouter Jansen          | NED  | 30.55 |

Vrouwen
| rang   | naam                  | land | tijd  |
| ------ | --------------------- | ---- | ----- |
| Goud   | Tabitha Wambui Gichia | KEN  | 32.57 |
| Zilver | Naomy Jepkosgei       | KEN  | 33.15 |
| Brons  | Joyce Mwangi          | KEN  | 33.25 |
| 4      | Alice Jepkemboi       | KEN  | 34.24 |
| 5      | Merel de Knegt        | NED  | 34.25 |
| 6      | Emily Chemutai        | KEN  | 35.05 |
| 7      | Inge Bergen           | NED  | 36.14 |
| 8      | Ferahiwat Gamachu     | ETH  | 36.14 |
| 9      | Maud Golsteyn         | NED  | 36.26 |
| 10     | Hillary Stellingwerff | CAN  | 36.33 |
| 11     | Nadja Wijenberg       | NED  | 36.43 |
| 12     | Manuela Soccol        | BEL  | 36.46 |
| 13     | Jolanda Verstraten    | NED  | 37.18 |
| 14     | Ellis Jacobs          | NED  | 38.17 |
| 15     | Annie Munten          | BEL  | 43.20 |

1989 ·
1990 ·
1991 ·
1992 ·
1993 ·
1994 ·
1995 ·
1996 ·
1997 ·
1998 ·
1999 ·
2000 ·
2001 ·
2002 ·
2003 ·
2004 ·
2005 ·
2006 ·
2007 ·
2008 ·
2009 ·
2010 ·
2011 ·
2012 ·
2013 ·
2014 ·
2015 ·
2016 ·
2017 ·
2018 ·
2019 ·
2020 (afgelast) ·
2021 (afgelast) ·
2022 ·
2023 ·
2024